# Elizabeth Sarah Mazuchelli
Elizabeth Sarah Mazuchelli (ur. 29 stycznia 1832, zm. 14 lutego 1914) – angielska podróżniczka, pisarka.

## Życiorys

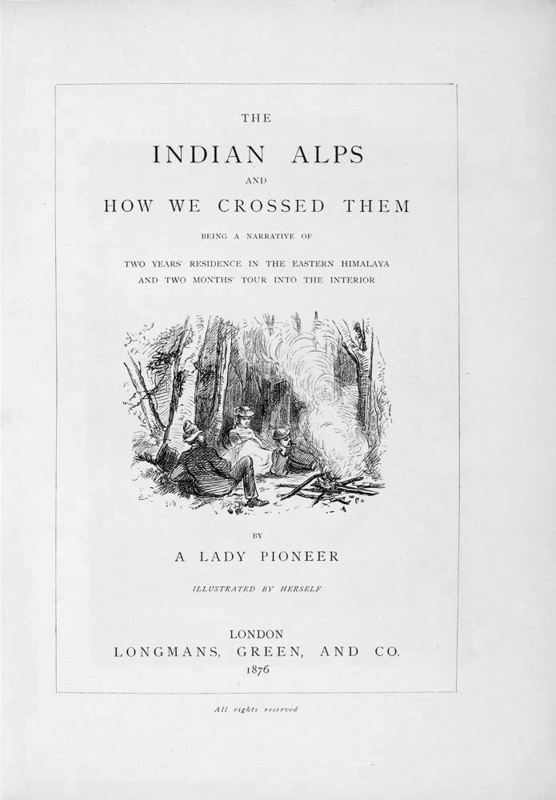
Strona tytułowa The Indian Alps… z ilustracją autorki (1876)

Przyszła na świat prawdopodobnie pod nazwiskiem Harris. Personalia rodziców nie są znane, nie wiadomo, gdzie się urodziła i mieszkała do ślubu. Wiadomo, rodzina była zamożna, a Elizabeth często podróżowała po Europie, szczególnie w Alpy.
W 1853 roku w Genewie poślubiła Francisa Mazuchellego, anglikańskiego pastora, który wcześniej był katolickim księdzem. W 1857 roku mężczyzna wstąpił do armii brytyjskiej jako kapelan. Rok później małżonkowie wyjechali do Indii, gdzie Franciszek został zastępcą kapelana w Kalkucie. W 1869 roku wysłano go do Dardżyling. Stamtąd małżonkowie ruszyli w wyprawę przez grzbiet Singalila. O dwumiesięcznej podróży we wschodnie Himalaje Elizabeth napisała w książce opublikowanej w 1876 roku pt. The Indian Alps and how we crossed them, being a narrative of two years' residence in the Eastern Himalaya and two months' tour into the interior. Samodzielnie zilustrowała tę książkę. Podpisała się w niej jako Lady Pioneer. Według Luree Miller Mazuchelli była pierwszą kobietą z zachodniej Europy, która w 1869 roku zobaczyła Mount Everest. Podróżowała w pełnym stroju, w butach na obcasach, ze służbą, czasem była przez nią noszona.
W 1875 roku małżonkowie powrócili do Anglii. Francis został wikariuszem w Wrington. Para wyjeżdżała w Karpaty, w tym w Tatry. Elizabeth była członkinią Towarzystwa Karpackiego. W 1881 roku wydała drugą książkę – „Magyarland”: being the narrative of our travels through the highlands and lowlands of Hungary. W 1869 roku para przeniosła się do Felmersham, gdzie mąż Elizabeth został wikariuszem. W 1895 roku przenieśli się do Nantgaredig w Walii.
Została pochowana na cmentarzu w Burrington. W testamencie Elizabeth przekazała 1000 funtów na cele charytatywne i utrzymanie rodzinnego nagrobka.
Używała imienia Nina, tak też była nazywana przez innych.